# Río San José
Le río San José est une rivière qui s'écoule au sud de l'Uruguay. Elle est l'affluent principal de rive droite du  río Santa Lucía avec un cours de 125 km.

## Description
Le río San José est dans tout son parcours une rivière ayant cours en Uruguay appartenant au bassin de la Plata. Il prend sa source dans le sud-ouest de la cuchilla de San Salvador, également appelée cuchilla Grande Inferior, qui est une ramification sud-ouest de la cuchilla Grande. Depuis son lieu de source, elle traverse selon une orientation nord-ouest/sud-est deux départements, celui de Flores, puis celui de San José avant de se déverser  dans le río Santa Lucía sur sa rive droite, après avoir effectué un modeste cours de 125 km. Il est de fait le plus long affluent de la rive droite du fleuve Santa Lucía, devançant en longueur le río Santa Lucía Chico qui rejoint le fleuve plus en amont, dans le sud du département de Florida.
La rivière traverse la ville de San José de Mayo, qui est la capitale du département éponyme. Sur son modeste cours cependant sinueux, il reçoit les eaux de son principal affluent, l'arroyo San Gregorio.